# Ольденберг, Герман
Герман Ольденберг (нем. Hermann Oldenberg) (31 октября 1854, Гамбург — 18 марта 1920, Гёттинген) — немецкий санскритолог, буддолог и историк религии.

## Биография
Герман Ольденберг родился в семье протестантского священника. В молодости изучал классическую филологию в Гёттингене и Берлине. В 1875 году в Берлинском университете защитил кандидатскую диссертацию по арвальским братьям. Здесь же в 1878 году получил докторскую степень по санскритологии. 
В 1889 году получил звание профессора в Киле, где проработал до 1908 года, когда перевёлся в университет Гёттингена, в котором проработал уже до конца своей жизни. В январе 1912 и 1913 годах преподавал в Индии.

## Научная деятельность
Начав с перевода и публикации «Шанкхаяна-грихья-сутры» в 1878 году, молодой Ольденберг обратил после этого своё внимание на палийские буддистские тексты. Он по сути был первым, кто занялся этими материалами всерьёз. Уже в 1879 году он перевёл и издал «Дипавамсу», а в 1881—1885 гг. вместе с Т. У. Рис-Дэвидсом перевёл на английский язык и издал три выпуска текстов «Виная-питаки». Знаковой работой этого периода в области буддизма стала книга Ольденберга «Buddha: Sein Leben, seine Lehre, seine Gemeinde», написанная им в 26 лет. 
Другой важной областью научной деятельности Г. Ольденберга были исследования Вед. Многие его труды в этой области стали классическими работами в индологии. Так, три работы Ольденберга — «Die Hymnen des Rigveda» (1888), «Die Religion des Veda» (1894), and «Ṛgveda: Textkritische and exegetische Noten» (1909–1912) — долго были основополагающими при изучении «Ригведы». Первой из них он заложил основы для филологического изучения текста этого памятника. Также в монументальной серии «Священные книги Востока» (Sacred Books of the East), издаваемой Максом Мюллером, Ольденберг выпустил 2 тома переводов грихья-сутр и вторую часть «Vedic Hymns». Кроме этого, остались также многочисленные статьи этого учёного по ведийской тематике.

## Избранная библиография
- The Dīpavaṃsa. London, 1879.
- Buddha: Sein Leben, seine Lehre, seine Gemeinde. 1881 (in English translation: Buddha: His Life, his Doctrine, his Order. London, 1882; в русском переводе: Будда, его жизнь, учение и община, пер. П.  Николаева,  2-е изд., Москва, 1891)
- Vinaya Texts. Oxford, 1881–1885.
- The Gṛhyasūtras: Rules of Vedic Domestic Ceremonies, 2 vols. Oxford, 1886–1892.
- Die Hymnen des Rigveda. 1. Teil: Metrische und textgeschichtliche Prolegomena. Berlin, 1888; Wiesbaden, 1982, English translation: Delhi, Motilal 2005.
- Die Religion des Veda. Berlin, 1894; Stuttgart ,1917; Stuttgart, 1927; Darmstadt,1977.
- Vedic Hymns, The Sacred Books of the East, vol. 46, ed. Friedrich Max Müller, Oxford University Press, 1897.
- Ancient India. Chicago, 1898.
- Vedaforschung. Stuttgart, Berlin 1905
- Ṛgveda. Textkritische und exegetische Noten. Teil 1: Berlin 1909, Teil 2: Berlin 1912 (Abhandlungen der Königlichen Gesellschaft der Wissenschaften zu Göttingen, phil.-hist. Klasse, N.F. 11,5 und 13,3)